# Piebe Belgraver
Piebe Belgraver (Groningen, 26 april 1854 - aldaar, 11 augustus 1916) was een Nederlandse aannemer en architect.

## Leven en werk
Belgraver was een zoon van timmerman Piebe Belgraver (1811-1872) en Annegien van der Molen (1812-1886). Hij trouwde met Lummechiena Scharmga (1861-1947), zij kregen drie kinderen.
Belgraver en zijn broers werkten aanvankelijk als metselaar. Hij begon grond aan te kopen, waarvoor hij huizen ontwierp en bouwde. Hij hield de panden veelal in eigendom en verhuurde ze. Hij wist te profiteren van de slechting van de Groninger vesting en stadsuitbreiding vanaf de tweede helft van de 19e eeuw. Zo legde hij de Rijskampenstraat in de Noorderplantsoenbuurt aan en bouwde hij aan de Praediniussingel (5, 7 en 27 t/m 39) en aan de Radesingel (13-23 en 31) herenhuizen in eclectische stijl. In de nieuwe Oosterpoortwijk bouwde hij in een jaar tijd 44 woningen en vijf winkels aan de Verlengde Nieuwstraat en de Van Sijsenstraat. Vanaf 1903 kocht hij ook grond en bouwde woningen in Assen, Vries en omstreken. In 1912 richtte hij de N.V. Belgravers Bouwmaatschappij op en werd zelf een van de commissarissen. Hij verkocht zijn bezit, meer dan 150 panden, voor één miljoen en zesendertigduizend gulden aan de vennootschap. Meerdere panden van Belgraver zijn aangewezen als gemeentelijk, provinciaal of rijksmonument.
Belgraver overleed in 1916, op 62-jarige leeftijd. Hij werd begraven op de Zuiderbegraafplaats in de stad Groningen. 

## Bouwwerken (selectie)
- 1896 Herenhuis, Radesingel 5 (Groningen) (RM 486259)
- 1896 Herenhuis, Praediniussingel 7 (Groningen) (RM 486911)
- 1897 Herenhuis, Praediniussingel 25 (Groningen) (GM 103144)
- 1898 Herenhuis, Praediniussingel 35 (Groningen) (RM 486278)
- 1898 Herenhuis, Praediniussingel 37 (Groningen) (RM 486925)
- 1899-1900 Herenhuis, Radesingel 13 (Groningen) (RM 486292)
- 1899-1900 Herenhuis, Radesingel 15 (Groningen) (RM 486954)
- 1899-1900 Herenhuis, Radesingel 17 (Groningen) (RM 483187)
- 1899-1900 Herenhuis, Radesingel 19 (Groningen) (RM 483195)
- 1901 Dubbel pand, Noorderhaven (Groningen) 66/66a en 68/68a
- 1901 Dubbele villa, Emmaplein 4-5 (Groningen) (RM 486722)
- 1905 Dubbel herenhuis, Torenlaan 12-14, (Assen) (GM1_080)
- 1905 Dubbel herenhuis, Beilerstraat 57-59 (Assen) (PM1-0058)
- 1905 Driedubbel herenhuis, Beilerstraat 61-65 (Assen) (RM 469340)
- 1906 Klein herenhuis, Beilerstraat 177 (Assen)
- 1907 Dubbel herenhuis, Beilerstraat 145-147 (Assen) (PM1-0051)
- 1907 Herenhuis, Verlengde Hereweg 25 (Groningen) (GM 101581), samen met A. Reiziger
- 1908 Dubbel herenhuis, Beilerstraat 149-151 (Assen) (PM1-0055)
- 1908 Dubbel herenhuis, Beilerstraat 153-155 (Assen) (PM1-0057)
- 1908 Zes middenstandswoningen, Bosstraat 60-70 (Assen)

## Fotogalerij

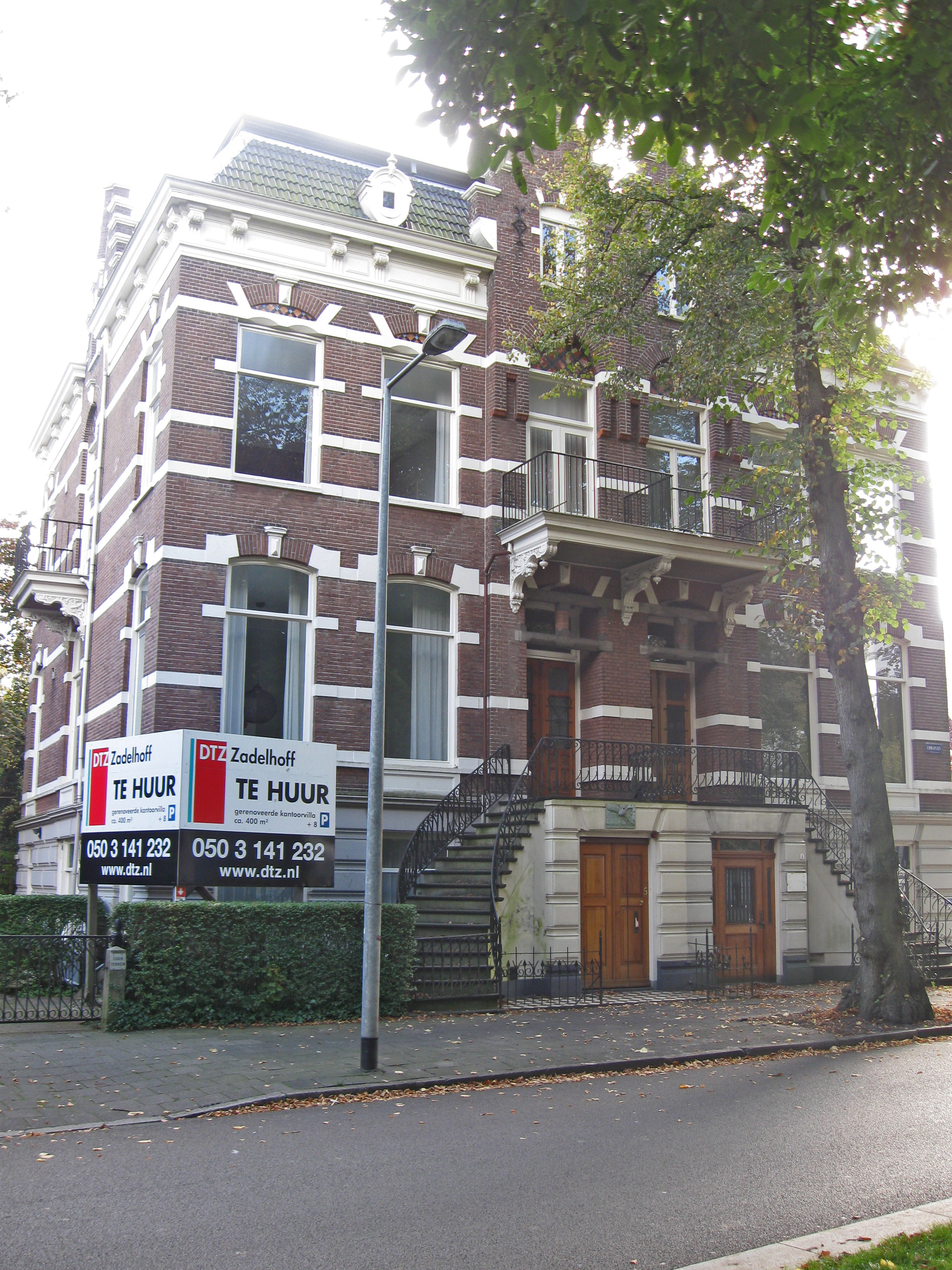
Emmaplein 4-5, Groningen (2010)
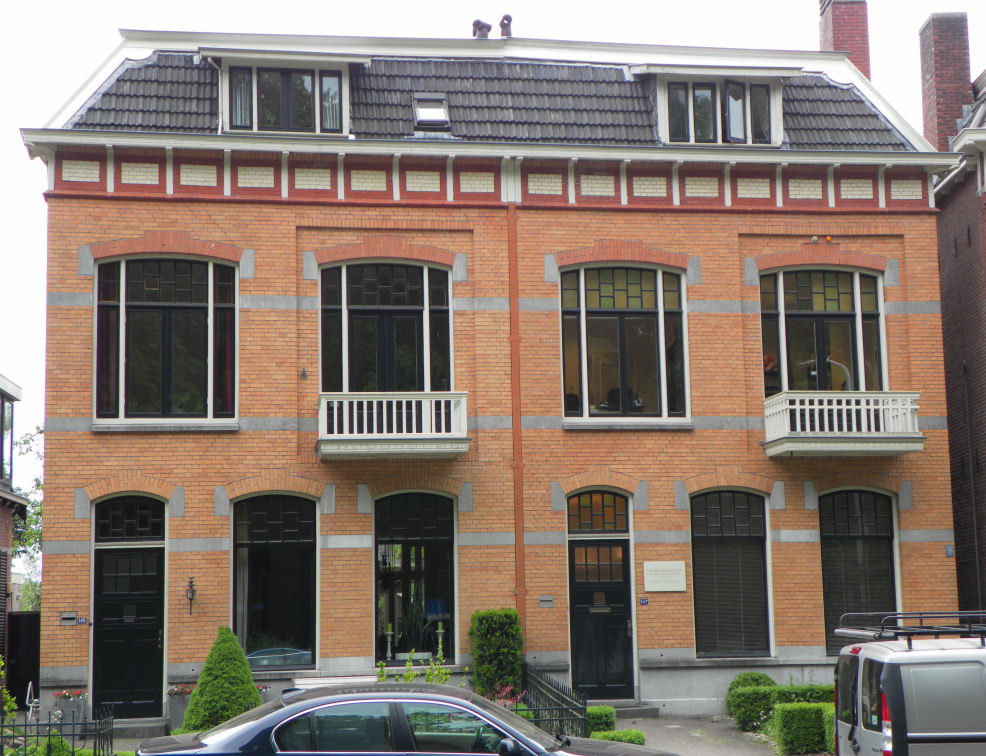
Beilerstraat 145-147, Assen (2013)
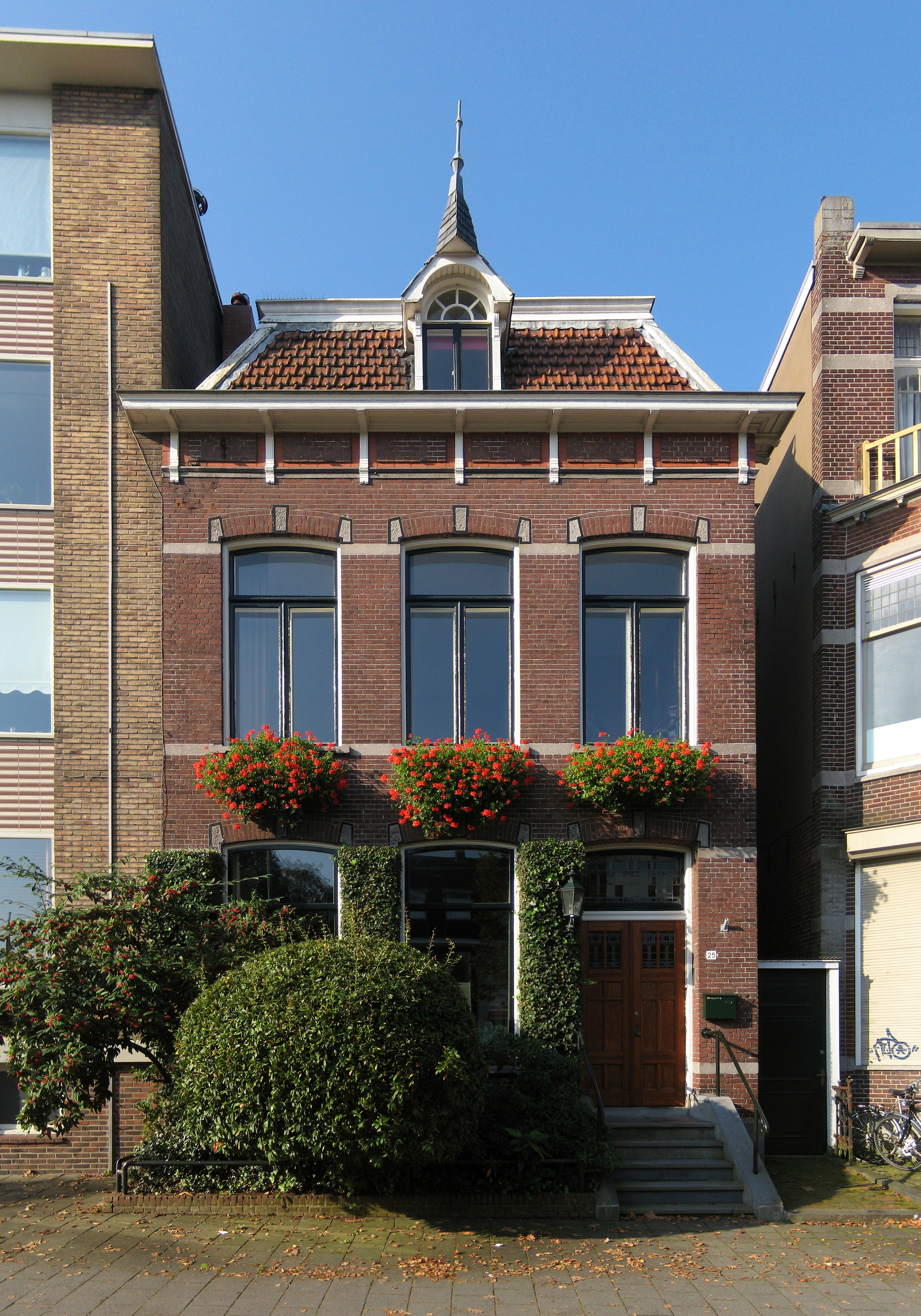
Verlengde Hereweg 25 (Groningen) (2011)
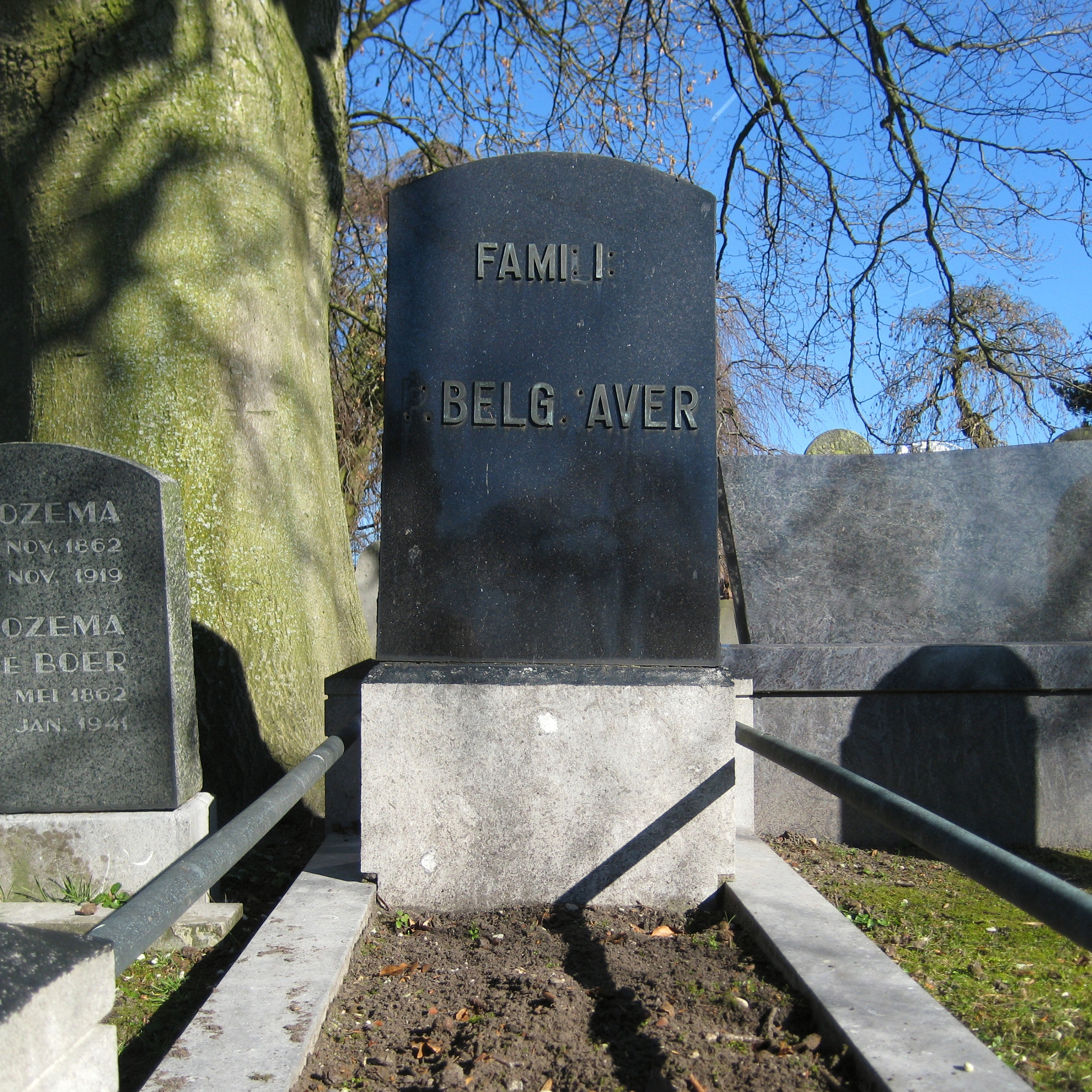
Belgravers graf op de Zuiderbegraafplaats in Groningen (2011)